# Stazione di Pietrasanta
La stazione di Pietrasanta è una stazione ferroviaria posta sulla linea Genova-Pisa che rappresenta, insieme alla stazione di Forte dei Marmi-Seravezza-Querceta, una delle destinazioni dedicate ai viaggiatori diretti in Versilia.

## Storia
La stazione fu inaugurata il 12 dicembre 1861 in occasione dell'apertura al traffico del tronco Pietrasanta-Viareggio, poi prolungato a Serravezza-Querceta il 12 febbraio 1862, a cura delle Strade Ferrate dell'Alta Italia.

## Strutture e impianti
La stazione si trova nelle immediate vicinanze del centro di Pietrasanta, capoluogo della Versilia storica.
La stazione effettua solo servizio passeggeri. Lo scalo merci, attivo per tutta la prima metà del Novecento, era situato a ponente rispetto al fabbricato viaggiatori. I binari della stazione funzionanti sono due: il primo dedicato prevalentemente ai treni per Pisa, il secondo per quelli in direzione La Spezia.
Vi sono anche altri binari non più utilizzati, tutti scollegati e non più elettrificati:
- il binario 3, che era un binario di precedenza, ancora collegato ma privato della linea aerea;
- un binario senza marciapiede che costeggiava il binario 3;
- un binario, vicino allo scalo merci, che era collegato al binario 1 e termina con due paraurti, in entrambe le direzioni;
- due binari tronchi che si diramavano dal binario 1 e terminano nel piazzale dello scalo merci.

I binari 1, 2 e 3 sono collegati da un sottopassaggio che collega la Piazza Antonio Gramsci (nota anche come Piazza della Stazione) al vicino terminal degli autobus, che serve tutta la Versilia e che collega Pietrasanta al capoluogo di provincia, alla zona balneare e alle zone interne. Nella piazza antistante la stazione si trovano posteggi per autovetture, un parcheggio coperto per le biciclette e un'area di sosta per i taxi.

## Movimento
La stazione è servita dalle relazioni regionali Trenitalia svolte nell'ambito dei contratti di servizio stipulati con la  Regione Toscana denominate anche "Memorario".
A Pietrasanta ferma inoltre una relazione Intercity stagionale anch'essa effettuata da Trenitalia.
L'impianto risultava frequentato, nel 2007, da un flusso passeggeri di circa 450 persone al giorno.

## Servizi
La gestione della stazione, che RFI classifica nella categoria "silver", dispone di:
- Biglietteria automatica

## Interscambi
Il trasporto pubblico locale è garantito dalle autocorse gestite dalla società Autolinee Toscane con le quali si possono raggiungere Forte dei Marmi, Viareggio, frazioni e località di montagna dei comuni limitrofi (Seravezza e Stazzema) e il capoluogo di provincia Lucca.
In passato Pietrasanta era servita da ben due differenti impianti tranviari che effettuavano capolinea nelle immediate adiacenze della stazione, in piazza Carducci, di fronte alla Rocchetta Arrighina ed alla Porta a Pisa.
Il 15 luglio 1915 fu attivato il servizio con tram elettrici sulla diramazione Fiumetto-Pietrasanta della linea Viareggio-Forte dei Marmi, gestita dalla Società Anonima Tranvia Elettrica Litoranea di Viareggio. Il servizio proseguì fino al 1945.
Dal 16 gennaio 1916 iniziarono le corse a vapore svolte, a dispetto del nome, dalle Tranvie Elettriche della Versilia, che gestiva una rete di linee a scartamento metrico che raggiungevano anch'esse Forte dei Marmi (via Querceta), Seravezza e Arni (località Culaccio). Tale servizio fu soppresso nel 1936, a favore di autocorse gestite dalla società Fratelli Lazzi.